# Лебедин (Черкасская область)

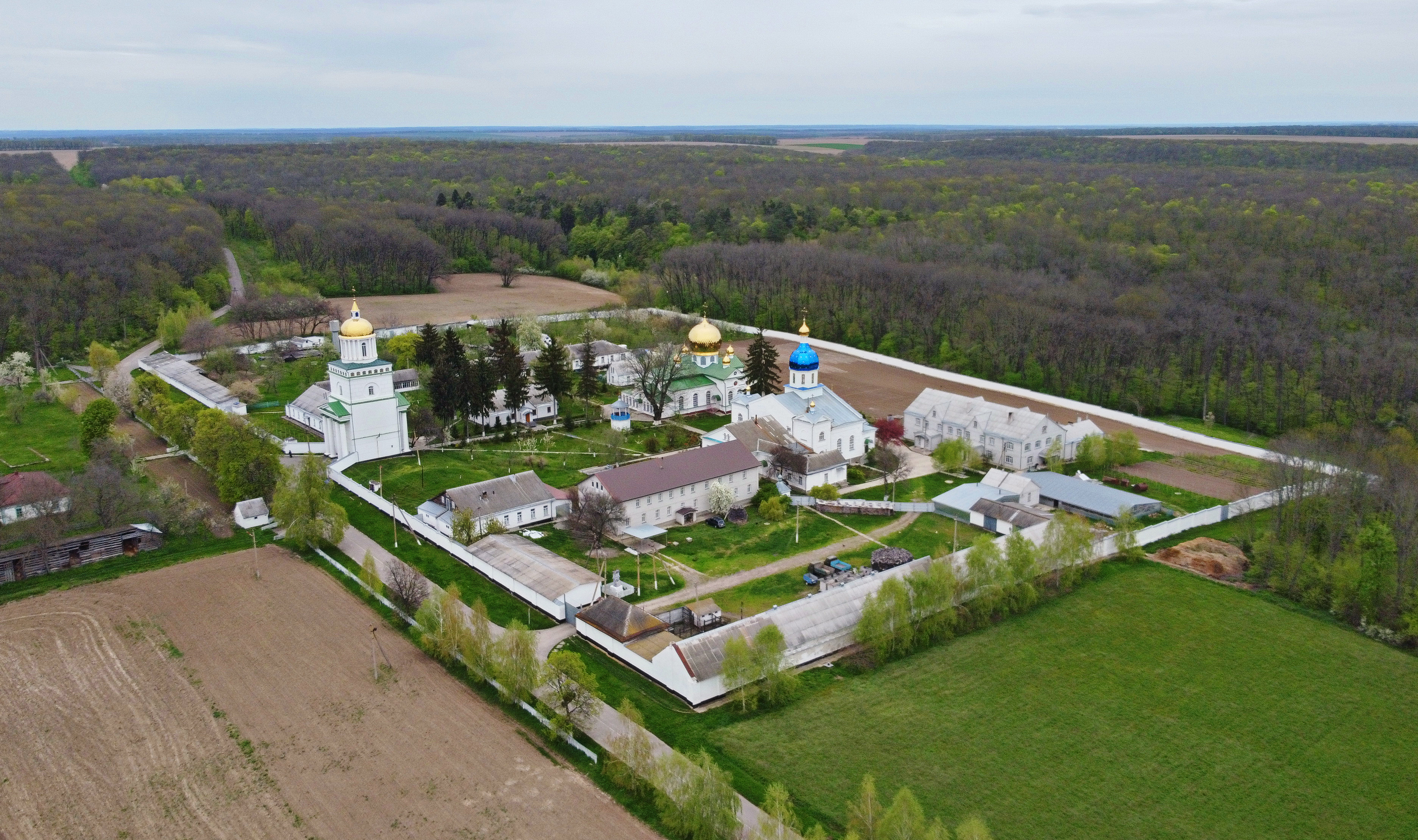
Вид на Свято-Николаевский монастырь с воздуха

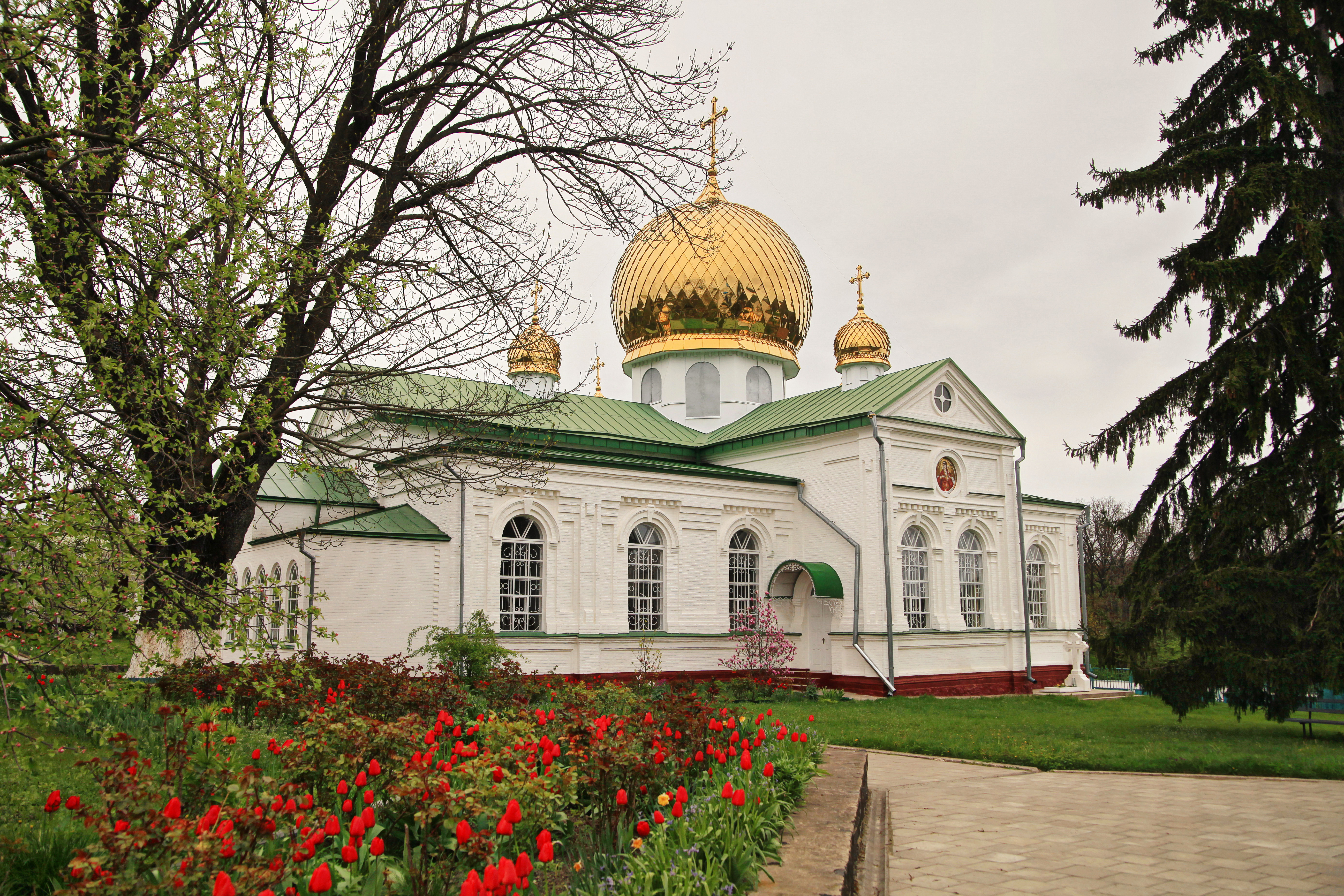
Свято-Николаевский храм в монастыре

Лебеди́н (укр. Лебедин) — село в Шполянском районе Черкасской области Украины.
Население по переписи 2024 года составляло 3467 человек. Почтовый индекс — 20634. Телефонный код — 4741.
На западной окраине села истоки реки Турия.
В селе расположен Свято-Николаевский женский монастырь, существующий с 1779 года.
Селообразующим предприятием является Лебединский семенной завод, входящий в группу компаний LNZ.

## Местный совет
20634, Черкасская обл., Шполянский р-н, с. Лебедин, ул. Центральная, 165.